# Tomica
Tomica (トミカ, Tomika) é uma marca fabricante de miniaturas de veículos da categoria die-cast da empresa Takara Tomy Co. do Japão (anteriormente conhecida como Tomiyama e Tomy Kogyo Incorporated).
Originalmente, as miniaturas faziam parte da "Tomica World", uma linha de brinquedos de trens, veículos e acessórios já produzidos pela Tomy desde 1959. Com o sucesso das marcas de miniaturas como a Matchbox e a Hot Wheels, a Tomy investiu na produção de miniaturas de três polegadas, criando a Tomica na década de 1970, com foco na produção de veículos japoneses.

## História
A Tomy Co. do Japão foi fundada em 1924 por Eijira Tomiyama em Tóquio, Japão. A empresa produzia uma variedade de brinquedos, mas somente em 1970 que surgiu a marca Tomica, produzindo miniaturas de veículos fundidos sob pressão diante da popularidade e crescimento das marcas estrangeiras no mercado global, principalmente, a Matchbox e a Hot Wheels. Embora tenham sido feitos modelos de várias escalas, o nome "Tomica" normalmente se refere as miniaturas de veículos convencionais produzidos com o tamanho de 3 polegadas. 

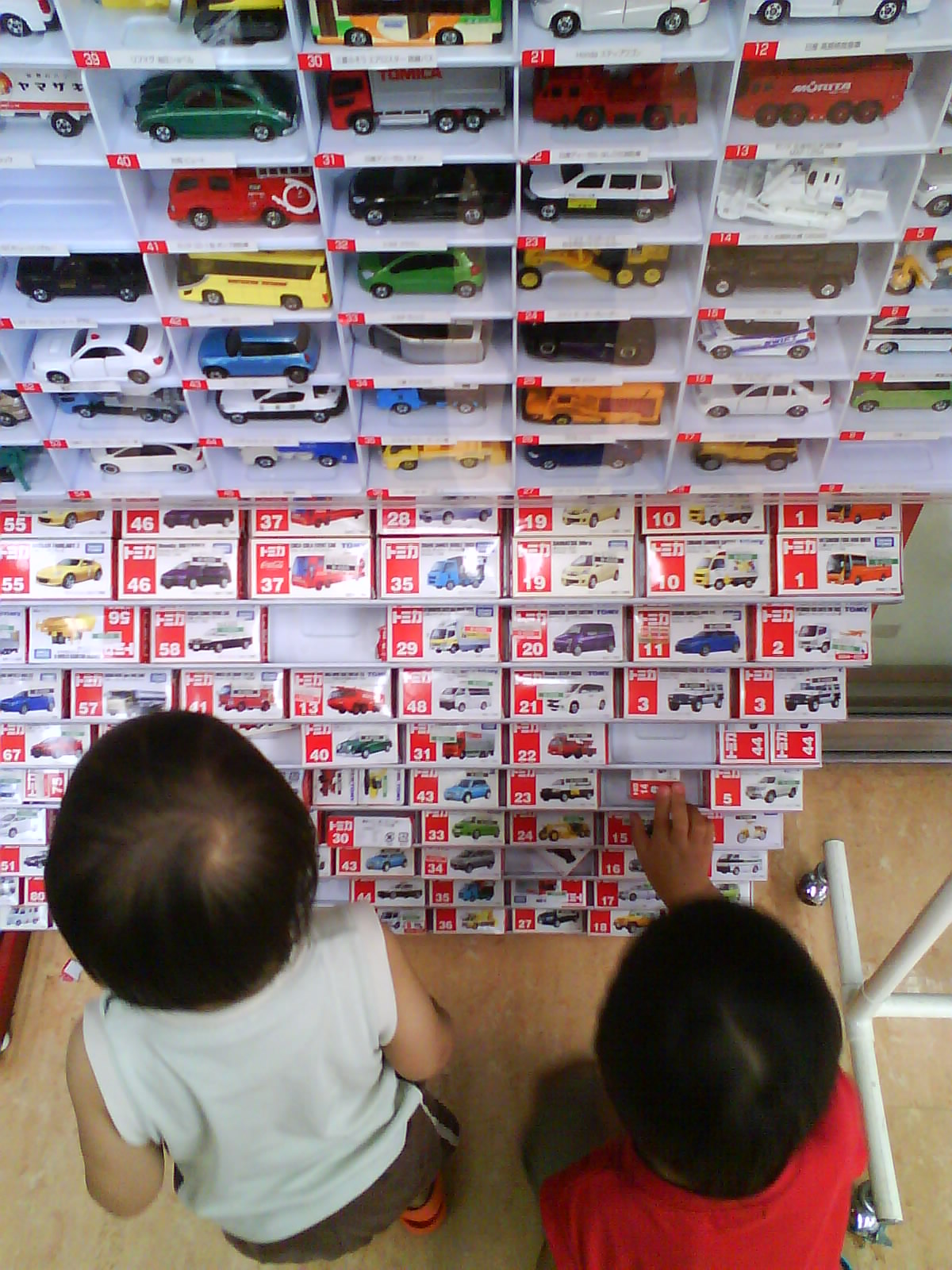
Prateleira com miniaturas da Tomica no Japão

Em 1970, a Tomica produziu seis modelos de veículos, sendo eles exclusivamente japoneses, com rodas cromadas de plástico. Com o passar do tempo a Tomica definiu o total de 110 veículos como a sua linha de combate, onde todos os anos alguns novos modelos eram adicionados e alguns modelos da linha eram “aposentados”. A primeira caixa utilizada na embalagem e armazenamento das miniaturas era feita com a cor preta, na chamada linha de produtos “domésticos”.
Em 1972, é criada a série "Tomica Dandy", com miniaturas feitas na escala 1:43, e assim como as miniaturas da escala 1:64, as miniaturas eram, em sua maioria, de modelos de veículos do Japão. Tempos depois, foram feitos modelos de carros americanos e europeus. As miniaturas eram feitas com metal, base metálica e rodas de plástico, em embalagens como caixas nas cores azul ou vermelha, contendo uma placa de identificação de veículos com o a palavra "Dandy" escrita.    
Em 1974, a Tomica iniciou venda de seus produtos nos EUA com uma embalagem em blister imitando um bolso de calça jeans, chamados de "Pocket Cars". No entanto, a Tomica teve dificuldades de se fixar no mercado americano tanto por causa do preço de suas miniaturas serem maiores que as das marcas concorrentes pois enquanto se pagava por uma miniatura da Hot Wheels ou da Matchbox, sessenta e cinco centavos de Dólar, as miniaturas da Tomica não custavam menos do que um Dólar na época, quanto por oferecer somente modelos de veículos japoneses, tendo um menor apelo entre as crianças americanas pois não haviam tantos carros japoneses conhecidos mundialmente na época. Com esses erros de “marketing” da Tomica, a marca não só aprendeu como levou em consideração a produção e criação de uma linha de miniaturas de modelos de carros americanos e europeus. Em 1976, nasceu a linha "Tomica Foreign Series", com miniaturas de seus respectivos países em embalagens nas cores azul e branca com uma bandeira do país da miniatura, tornando a Tomica em uma marca global de veículos de brinquedo.
Em 1988, a Tomica fundiu a série doméstica com a de estrangeiros em uma só linha denominada de "Tomica Commom Series" e passou a vendê-los em caixas nas cores branca e vermelha e modelos de todos os tipos: caminhões, máquinas agrícolas, veículos de serviço, veículos de passeio, esportivos, dentre outros. Até a numeração 110 nas caixas, eram identificados os veículos simples enquanto a partir da numeração 111 começam os veículos duplos/maiores.
Na década de 1990, a Tomy obteve uma licença com a Disney e iniciou produção de miniaturas dos filmes dos estúdios Disney e miniaturas baseadas em seus personagens. Tempos depois, a Tomica produziu modelos de miniaturas de séries, desenhos e filmes como Star Wars; Batman; Pokémon; Thunderbirds; Initial D; Hello Kitty, além de outros personagens da cultura japonesa, formando a série "Dream Tomica". Na mesma época, a fabricação das miniaturas da marca que era feita totalmente no Japão passou a ser realizada em outros países da região como a China, Hong Kong, Tailândia e Vietnã.
Em 1994, é encerrada a produção dos modelos da série "Tomica Dandy".
Entre os anos de 2001 a 2013, a Tomy produziu as miniaturas na série “Tomica Limited Series” (TL), modelos com maior riqueza de detalhes e rodas com pneus realísticos.
Em 2004, a Tomytec, uma marca subsidiária da Tomy, iniciou a produção das miniaturas da série "Tomica Limited Vintage (TLV)", uma série voltada para os colecionadores com modelos em consistente escala 1:64, altamente detalhados, rodas com pneus de plástico emborrachados e reais de modelos das décadas de 1950 e 1960 com preços na casa de 20 a 25 Dólares americanos a unidade.
Em 2006, foi criada uma derivação da série "Tomica Limited Vintage", denominada de "Tomica Limited Vintage – Neo" (TLV-N) que mantinha todas as características anteriores mas focava nos modelos das décadas de 1970 em diante.
A Tomica também investiu na produção de pistas, conjuntos, playsets e kits de módulos para montagem de miniaturas de cidades com lojas, oficinas, bases da polícia e bombeiros, dentre outros. 
Em 2010, em comemoração aos seus 40 anos, a Tomica lançou uma miniatura do 1970 Nissan Fairlady Z432 feita em platina, com 7 centímetros de comprimento, partes móveis e com uma caixa fielmente replicada, custando 80.000 dólares. 
Em 2011, a Tomy, proprietária da Tomica, comprou a empresa RC2 Corp, a “holding” produtora dos modelos da Johnny Lightning, Racing Champions, ERTL, dentre outras marcas, por 640 milhões de dólares.
Em 2015, a Tomica inicia a produção da série "Tomica Premuim", substituindo a série "Tomica Limited", com novos moldes para a fabricação das miniaturas, cuja produção não seria limitada, mas com uma produção regular de modelos de veículos, barcos, militares, esportivos e monumentos, contendo parte móveis e pneus de borracha, embalados em caixas numeradas, semelhantemente as da linha clássica.
Em 2018, através da autorização da May Cheong Group, proprietária das marcas Maisto e Bburago, a Tomica realizar a produção de miniaturas de carros da Ferrari, tanto na linha tradicional quanto nas linhas premium da marca.
Em 2019, a Tomy International entrou novamente no mercado americano, vendendo as miniaturas da Tomica exclusivamente nas lojas do Walmart. Tempos depois, começaram a ser vendidas as miniaturas da Tomica no Canadá.
Em comemoração aos 50 anos da marca, em 2019, foi lançada a coleção especial "Tomica 50th anniversary collection", contendo seis modelos de miniaturas em referência aos primeiros modelos lançados pela marca em 1970. Outros modelos foram lançados especialmente para o aniversário de 50 anos da marca, em parceria com algumas montadoras de veículos do Japão como o Honda Civic Type R, Toyota GR Supra e o Nissan Skyline GT-R, com pintura e logotipos das marcas dos veículos e da Tomica, além dos selos dos 50 anos da Tomica. Ainda em comemoração ao seu aniversário de 50 anos, a Tomica lançou o playset "Tomica Building".

## Colecionismo
Assim como as outras marcas de miniaturas, a Tomica teve o respeito e admiração tanto de crianças quanto de adultos, principalmente dos colecionadores de miniaturas que foram retribuídos pela marca que criou coleções e séries especiais para os colecionadores como a "Tomica Premuim"; "Tomica Limited Vintage" e "Tomica Limited Vintage Neo", tornando a marca como uma das pioneiras na produção de miniaturas premium na escala 1:64. 
A marca também possui algumas lojas conhecidas como "Tomica Shop", onde são vendidos todos modelos e séries de miniaturas, além das miniaturas produzidas exclusivamente para essas lojas, localizadas em algumas cidades do Japão, principalmente em Tóquio.

## Galeria de Imagens

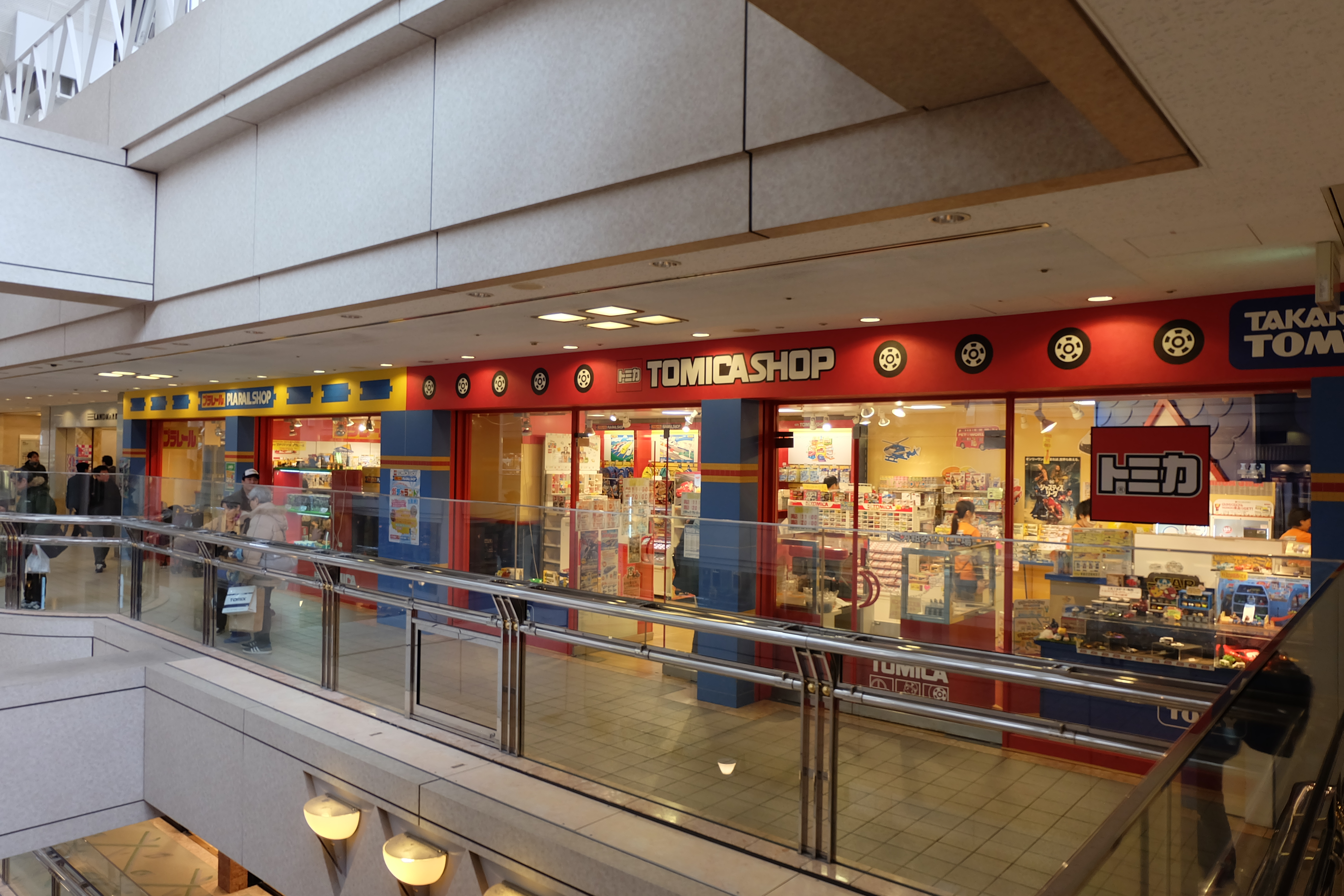
Loja da "Tomica Shop"
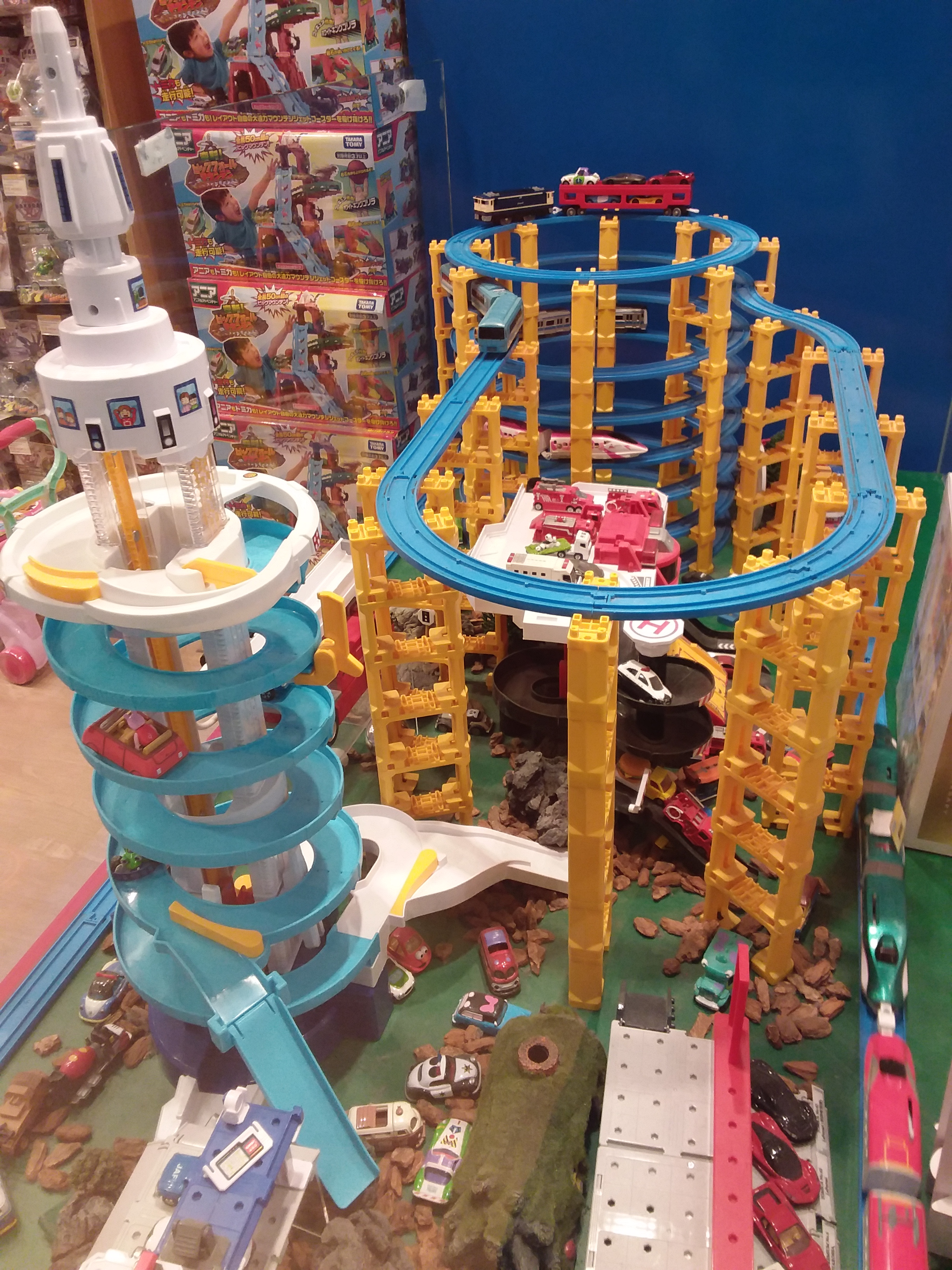
Conjuntos e playsets da Tomica em exposição
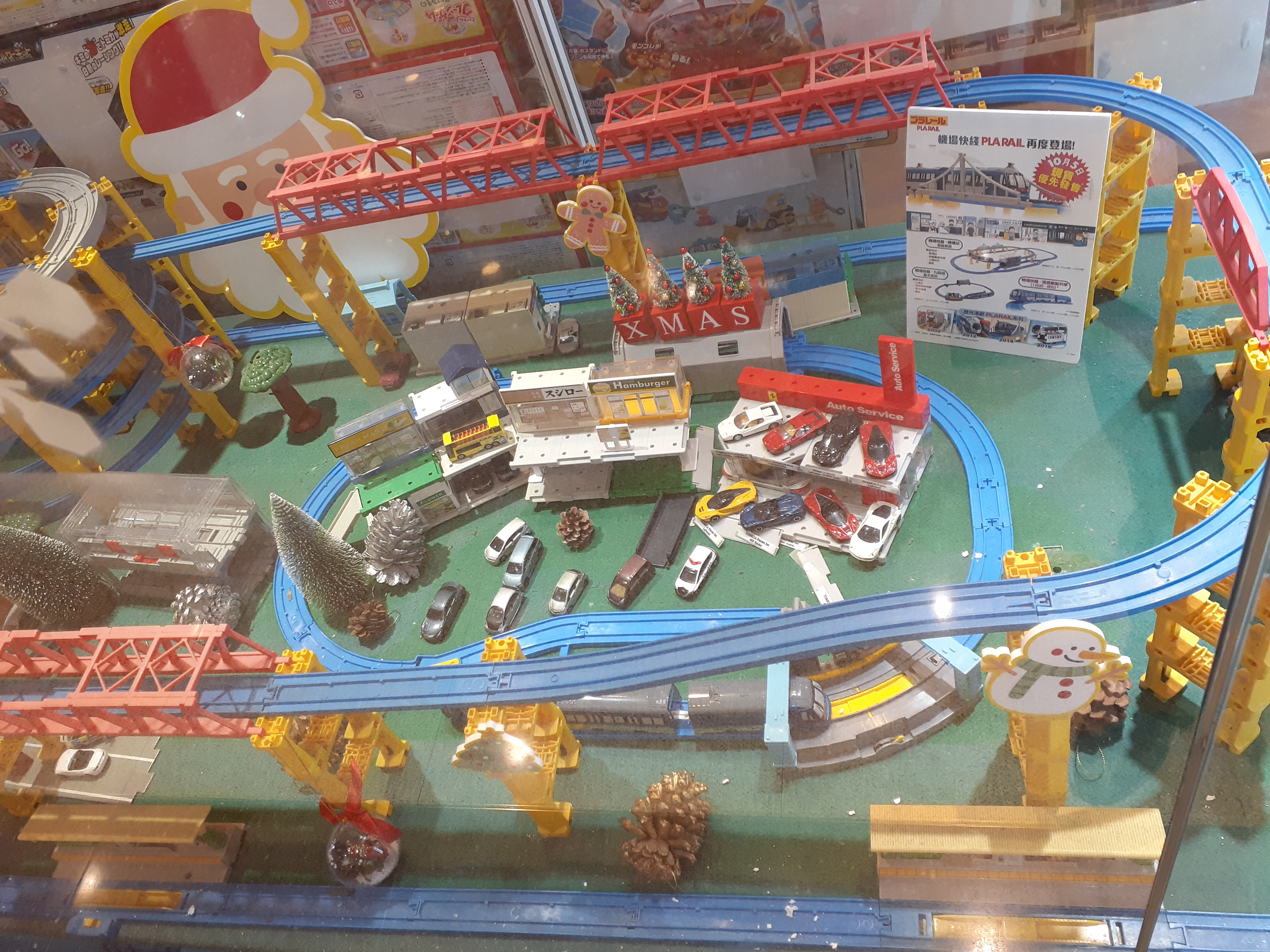
Conjuntos e playsets da Tomica em exposição